# Scionides dux
Scionides dux är en ringmaskart som beskrevs av Chamberlin 1919. Scionides dux ingår i släktet Scionides och familjen Terebellidae. Inga underarter finns listade i Catalogue of Life.